# Tankefigur
En tankefigur är en konstfull ändring av idéinnehållet. Den retoriska termen 'figur' kommer från det latinska ordet figura som betyder ”yttre form, gestalt” och står för att byta ut språkliga uttryck.
Figurerna ingår i den del av retoriken som kallas elocutio, själva den språkliga utformningen av ett tal/retoriskt objekt.
Inom figurläran finns två grundprinciper. Den första går ut på att utveckla satser och uttryck så att de får en rikare och mer konstfull form. Den andra grundprincipen bygger på det rakt motsatta, att förkorta, förtäta och pressa samman de språkliga uttrycken. Oavsett vilken av stilarna man väljer ses det inom retoriken som viktigt att talaren besitter ett rikt ordförråd (som på latin kallas copia). Först med ett stort ordförråd kan talaren välja de ord som är mest exakta och bäst fungerar i vart specifika sammanhang. Tanken är att man redan med sitt ordval kan styra människors tankar och känslor. Nästa steg är själva figurerna.
Figurerna är grovt uppdelade i tanke- och ordfigurer. Någon självklar skiljelinje mellan tanke- och ordfigurer finns inte och de går ofta in i varandra. Väljer man att skilja dem åt kan en bra grundregel vara att hålla sig till att tankefigurer innebär en utsmyckning av idéinnehållet medan ordfigurer ger själva språket en iögonenfallande utsmyckning.
Det finns även en närliggande retorisk term som gränsar till och går in i figurerna. Denna term är troper och räknas av vissa retoriker helt in till figurerna.
Det är därför inte ovanligt att figurer som av en retoriker räknas som tankefigur räknas som ordfigur av en annan, medan en tredje väljer att inte göra någon större uppdelning av vare sig ord- tankefigurer eller troper.
Ett sätt att dela in tankefigurerna är att se vilken betydelse de får för det retoriska objektet i fråga.
Vi har här delat in dem i förstärkande tillägg, förtydligande tillägg, vidgande tillägg, fråndrag, ordning, utbyten och övriga tankefigurer.

## Förstärkande tillägg
Idéinnehållet förstärks genom olika tillägg. Tilläggen kan delas in beroende på om de bygger på upprepning eller inte.

### Förstärkande upprepningar
Expolition (expolitio)
- En förstärkning som åstadkoms med identisk eller varierad upprepning av tankematerial.
  - Gallerna kommer! Gallerna kommer!

Kommeration (commeratio)
- En tankeupprepning som ger ett intryck av att säga något nytt, samma sak sägs men med andra termer med samma innebörd. Man kan också ändra själva framförandet av idéinnehållet (ändra tonläge, gester, volym).
  - Han är smart och väldigt klyftig

Interpretation (interpretatio)
- En tankeupprepning som en förtydligande omskrivning
  - Hon är min enda glädje; utan henne vore livet meningslöst

Uppehålla sig vid saken
- Att uppehålla sig ganska länge vid, och ofta återkomma till, det starkaste argumentet på vilken hela sakfrågan vilar. Figuren är särskilt användbar eftersom ingen tillfällighet ges åhöraren att skifta fokus från det starkaste argumentet.
  - Och jag säger det igen, det är tack vare det nya lagförslaget som vi kommer att kunna få en bättre miljö. En bättre miljö gynnar alla, inte bara oss som lever idag. En bättre miljö ger våra barn och deras barn möjlighet till ett friskare liv. Och med en bättre miljö...

### Förstärkande tillägg utan upprepning
Deskription (descriptio)
- En livfull och detaljerad beskrivning för att skapa en mental bild av en händelse eller en sak.
  - Golvet var snuskigt, nedtäckt av utspillda drinkar, spyor och matrester.

Evidentia (Evidéntia)
- Själva effekten av deskription, där den tydliga mentala föreställningen får publiken att känna som om de själva upplever det beskrivna.

Syllogism (syllogismus)
- En deduktiv härledning där man kan dra en slutledning utifrån två premisser.
  - Alla människor är dödliga, Sokrates är människa alltså är Sokrates dödlig

Entymem (enthymema)
- En ofullständig syllogism där en av premisserna är utelämnad eller underförstådd.
  - Alla människor är dödliga, alltså är Sokrates dödlig

Epifras (epiphrasis)
- Ett kompletterande tillägg efter en mening. Detta vidareutvecklar en tanke.
  - Du är trevlig, tycker jag i alla fall

Epifonem (epiphonema)
- En slutkommentar, bestående av en självständig tanke, som fogas till en berättelse eller beskrivning. Ofta består den av sensmoraler.
  - ...Och det är därför man aldrig ska ge sig in i diskussioner utan att veta bakgrunden

Utrop (exclamatio)
- Ett utrop som syftar till att påvisa att talaren överväldigas av starka känslor
  - Tänk dig predikanten som avslutar sin predikan med ett HALLELUJA!

Aposiopesis
- Att avbryta sig mitt i en sats eftersom känslorna är för starka för att man ska klara av att fullfölja yttrandet. Behöver inte vara äkta, utan kan vara på låtsas.

## Förtydligande tillägg
Tillägg som förtydligar ett ords betydelse. Syftet är att styra hur något ska uppfattas. Inom retoriken är dessa förtydliganden ofta underfundiga eller har en tydlig argumentationspoäng.
Definition (definitio)
- En förklaring på vad ett visst ord betyder
  - En hammare, något som man kan slå in spiken med

Konciliation (konciliation)
- En slags definition som tonar ner skillnader mellan olika betydelser hos ett ord
  - Swingparty betyder både dans och partnerbyte

Distinktion (distinctio)
- En slags definition som framhäver skillnader mellan olika betydelser hos ord
  - Swingparty betyder för vissa en fest där man dansar swing, och för andra en fest där man byter sexpartner med varandra

Korrektion (correctio)
- Att göra en rättelse av eget eller annans ord och ersätta det med ett annat.
  - Han säger besparingar men menar egentligen nedskärningar

Dubitation (dubitatio)
- Att låsas tveka inför ordvalet.
  - Jag blev... ja, arg, eller kanske snarare besviken

## Vidgande tillägg
Att vidga idéinnehållet genom att tillföra nytt material. Vidgande tillägg kan delas in beroende på om tillägget bygger på en motsats eller ej.

### Tillägg av motsats
Antites (antitheton)
- Att konstruera eller påvisa en slående motsats mellan två ting eller begrepp. Figuren används för att ordna, förenkla och förklara en annars förvirrande verklighet.
  - Konsten är lång – livet är kort

Oxymoron (oxymoron)
- En konstfull variant av antitesen, där två ord som utesluter varandra förenas.
  - Talande tystnad, bitterljuv, fulsnygg, jätteliten

Kiasm
- Ytterligare en variant av antitesen. Här använder man två begrepp som sedan spegelvänds i meningsbyggnaden.
  - Ask not what your country can do for you, ask what you can do for your country.

### Vidgande tillägg av annat än motsats
Sentens (sententia)
- En slående formulering som vill uttrycka en allmängiltig sanning om hur livet är eller hur det borde vara, som talaren även i detta specifika fall vill stödja sig på. Typiska exempel är ordspråk eller talesätt.
  - Den som gapar efter mycket mister ofta hela stycket!

Exempel (exemplum; paradeigma)
- Att tala om en sann eller fiktiv berättelse/person vilka används för att konkretisera något abstrakt och tjänar som bevis hämtat ur historien eller åhörarnas egna erfarenheter.
  - Herkules fick genomlida många faror och svårigheter innan hans långa resa var över.

Liknelse (similitudo)
- En jämförelse som understryker likheter mellan två ting. Kännetecknet för en liknelse är användandet av ordet ”som”.
  - Dammet föll som ett svart regn

Jämförelse (simile)
- En liknelse som är mer detaljerad och vidareutvecklad. Understryker det man vill säga med liknelsen.
  - Dammet föll som ett svart regn, vi kunde knappt se personerna framför oss.

Personification (personifiering)
- Utge sig för att föra en frånvarande persons talan och representera denna som närvarande, eller att få en stum eller formlös sak att artikulera sig. Viktigt är att ge personen/saken ett språk eller ett särskilt beteende som passar dess karaktär.
  - Hade Bengt sett oss ni hade han skakat på sitt grånande huvud. – Varför bråkar ni? Hade han frågat. Är ni inte mer vuxna än så? Har ni inte lärt er någonting de senaste 20 åren?

## Fråndrag
Genom att skära ned i materialet fokuserar man på ämnet och gör det mer kärnfullt.
Korthet (brevitas)
- Att uttrycka en idé genom ett minimum av viktiga ord. Figuren uttrycker en mängd saker inom gränserna av mycket få ord, därför är den ofta använd antingen när fakta inte kräver en lång diskurs eller när tiden inte tillåter att man uppehåller sig vid dem.

Korthet genom orderuttryck (imperatioria)
- En kort befallning
  - Håll tyst!

Korthet genom lakonism (laconica brevitas)
- Ett kort uttryck, en typ av sentens eller sentensliknande paradox.
  - Skynda långsamt!

Korthet genom perkursion (percusio)
- En sammanfattning i form av uppräkning. Används till strukturerande sammanfattningar.
  - Vi föds, lever och dör

Preterition (praeteritio)
- Man påpekar något som ska utelämnas. Det blir en halvkvävd visa.
  - På grund av tidsbrist kommer jag inte behandla ämnet mer ingående.

Interruption (reticentia; interruptio)
- Ett plötsligt avbrott av en tanke eller en tankgång. Även detta en halvkvävd visa.
  - Jag lif… fick skjuts ner till stan

Emfas
- Att lämna saker hängande i luften utan att besvara alla frågor, man lämnar mer att förvänta än det som blivit sagt. Emfas blir till genom Hyperbol, tvetydighet, logisk konsekvens, Aposiopesis, och analogi.

Emfas genom Hyperbol
- Mer sägs än det sanningen befogar, för att ge en påbörjad misstanke större kraft.
  - Och vem vet vad de hade för sig den där kvällen? Det var säkert inte bara oskyldigt tedrickande!

Emfas genom tvetydighet
- När ett ord kan tolkas på två eller fler sätt, men tolkas på det sätt som talaren avser.
  - Det har ju varit mycket prat om Nilssons vanor, och när det anordnades swingparty härom veckan var han knappast sen att anmäla sig…

Emfas genom logisk konsekvens
- Att istället för det man menar nämna en av sakens konsekvenser.
  - Och han som redan tillbringat några omgångar i fängelse borde väl veta vad konsekvenserna av att bryta mot lagen!

Emfas genom Aposiopesis
- Att börja säga något men avbryta sig själv. Vad som redan sagt är tillräckligt för att väcka publikens känslor i den riktning talaren vill.
  - Och när jag kom in i sovrummet såg jag dem...

Emfas genom analogi
- Att använda sig av en parallell utan att dra direkta kopplingar till den fråga vi nu behandlar, men genom att använda parallellen antyder vi vad vi tänker.
  - Min bror hade en flickvän som var otrogen. Hon brukade alltid säga att hon skulle på gymmet när hon träffade sin älskare.

## Ordning
Omstuvningar av tankeinnehåll som ger effekt.
Omkastning (hysteron proteron)
- Den logiska eller kronologiska ordningen bryts; ett typexempel är att slutkommentaren kommer först
  - Palme är död! Han sköts inatt!

Parentes (parenthesis)
- Ett inlägg som bryter sammanhanget.
  - Herr Ek, som odlar pelargoner, hyrde även han sin bil från den här macken.

Subnexion (subnexio)
- Ett inlägg som inte bryter sammanhanget.
  - Herr Ek, som även hyrde bil från den här macken, fick betala mindre än oss…

## Utbyten
Utbyten är metoder som används främst för att skärpa uppmärksamheten. Två typer av utbyten nämns här: Situationella utbyten och syntaktiska utbyten.

### Situationella utbyten
Aversion (aversio)
- Ett spelat byte av talare, publik eller ämne.

Aversion genom sermokination (sermocinatio)
- Ett spelat byte av talare. Ofta tar sig detta i form av en monolog, men kan också byggas upp som ett samtal.
  - Vi på Olympen har länge undrat hur ni har det nu för tiden. (Talaren utger sig för att vara en grekisk gud)

Aversion genom apostrof (apostrophe)
- Ett spelat byte av publik. Rätt använd är apostrofen ett mäktigt medel för att konkretisera och skapa närvarokänsla.
  - Hur länge skall du missbruka vårt tålamod Catalina? (talaren låtsas vända sig till en i publiken)

Aversion genom digression (digressio)
- Byte av ämne under talets gång, men återknyter till saken i slutet.
  - Under andra världskrigets slutskede fick urinvånarna på vissa öar i Stilla Havet kontakt med moderniteter som kylskåp för första gången. De blev mäkta imponerade och gjorde kopior av trä i den trygga förvissningen om de bara hade något som såg ut som ett kylskåp så skulle det nog fyllas med Coca-Cola och skinka också. Vad jag kan se bygger utredningens förslag på en likartad föreställning.

Digression genom dubitation (dubitatio)
- Att låsas tveka inför hur man bäst ska ett uttrycka en viss åsikt, sak eller händelse
  - Ni anar inte hur nervöst det var att förbereda ett tal för en så kunnig publik som ni...

Digression genom koncession (concessio)
- Ett medgivande till exempel genom att baktala sig själv, ofta spelat.
  - Vid närmare eftertanke inser jag att allt talar emot mig. Om jag satt i domstolen skulle jag notera ”skyldig”.

### Syntaktiska utbyten
Retoriskt utrop (exclamatio)
- Ett påstående som är förklätt till ett utrop.
  - Jag förstår upprördheten. Så hemskt? Så förfärligt! Tusen kronor fattas i en budget på tre miljoner!

Retorisk underordning (syntaxis obliqua)
- Viktig information i underordnad satsdel. Detta kan användas med fördel om man vill av ”misstag” smyga in sånt som egentligen inte får sägas.
  - Lisa, vars man just har dött, kommer kanske lite sent idag.

Retorisk fråga (interrogatio)
- En fråga som ställs men utan avsikt att få den besvarad av någon.
  - Men kan man verkligen säga att sommaren…?

Retorisk fråga genom interrogation (interrogatio)
- Ett påstående som är förklätt till en fråga.
  - Skulle jag medvetet ha handlat mot mina intressen?

Retorisk fråga genom rogation (rogatio)
- En fråga som talaren själv besvarar, oftast omedelbart. För att undvika att vara alltför förutsägbar i sina svar så är det med fördel att svaret blir lite oväntat.
  - Har han verkligen gjort sitt bästa? Ja, det har han verkligen och det blev en katastrof!

Retorisk fråga genom kvesition (quaesito)
- Innebär att man ställer flera frågor efter varandra med syfte att väcka känslor.
  - Ska vi verkligen stå ut med att bli utnyttjade på det här sättet? Ska de verkligen få köra över oss såhär? Ska det vara på det sättet?

Retorisk fråga genom perkontation (percontatio)
- En häpen eller bestört fråga utan något tillfredsställande svar riktad till en specifik person, möjligen sig själv.
  - Men hur kunde du vara så korttänkt?

## Övriga tankefigurer
Distribution (fördelning)
- Att fördela eller peka ut specifika roller mellan ett antal saker eller personer. Figuren är rik på innebörd då den omfattar mycket i litet. Genom att utpeka allas roll åtskiljer den kraftigt personer/saker i betydelse och innebörd.
  - Projektledaren är den som bör lösa externa konflikter i detta, medan vi gruppchefer ska fokusera på våra respektive delmål. Våra underställda i sin tur måste få snabb och korrekt information för att på bästa sätt leverera rätt komponenter.

Frankness of speech (uppriktigt tal)
- Att säga vår mening även när den riktar kritik mot en person som vi respekterar och/eller har auktoritet över oss.
  - Och till och med vår egen VD har gått med på detta skamliga förslag!

- Det finns två slags uppriktigt tal. Den första varianten är provocerande och berör publiken illa eftersom de också respekterar/är underställda den kritiserade. Då kan talaren samtidigt lovprisa antingen publiken eller den man kritiserar för att lugna upprörda känslor. Syftet är att sätta sakkritiken i centrum och att som talare framstå som vän av både sanning och publik.
  - Jag vädjar till ert goda omdöme i den här frågan. Ibland känns det enklare att blunda för felaktigheter men jag vet ni, liksom jag, är goda medborgare som vill göra det rätta!

Division (fördelning)
- Att separera en frågas alternativ och lösa vart och ett av dem genom att i angränsning med dem dra slutsatser.
  - Om vi väljer alternativ A kommer försäljningen med största sannolikhet öka, men våra kostnader kommer stiga markant. Väljer vi alternativ B blir vi mer kostnadseffektiva, men förlorar viktiga marknadsandelar. Alternativ C innebär att vi ligger kvar där vi ligger i dagsläget.